# Jean Flori
Pour les articles homonymes, voir Flori.
Jean Flori, né le 7 avril 1936 à Lillebonne et mort le 18 avril 2018 à Carnac,, est un historien médiéviste français.

## Biographie
Disciple de Georges Duby, Jean Flori est un spécialiste de la chevalerie à laquelle il a consacré sa thèse d’État, soutenue en 1981.
Fils d'un maroquinier et d'une directrice d'école, Jean Flori entreprend des études d'ingénieur à l'École Breguet de Paris. Il met fin à ses études juste avant son diplôme pour se tourner vers l'enseignement. Devenu membre de l'Église adventiste du septième Jour, il entreprend des études de théologie au Séminaire Adventiste de Collonges-sous-Salève, tout en donnant des cours de mathématiques à l'école secondaire de l'institution. Devenu professeur de théologie en 1964, il entreprend parallèlement des études d'histoire médiévale à la faculté de Grenoble et obtient son titre en 1968. C'est en 1970 qu'il rencontre le professeur Georges Duby, qui deviendra son directeur de thèse.
Sa thèse d'État s'intitule Chevalerie et idéologie chevaleresque. Étude de la formation du concept de chevalerie jusqu'au début du XIIIe siècle.
Docteur d'État ès lettres et sciences humaines (Panthéon-Sorbonne, 1981), il est directeur de recherche au CNRS, centre d'études supérieures de civilisation médiévale de Poitiers et spécialiste des XIe et XIIe siècles et des idéologies guerrières (chevalerie, croisade, guerre sainte, jihad, eschatologie).

## Publications
- Évolution ou création? [en collaboration avec Henri Rasolofomasoandro], Dammarie-les-Lys, (éd. SDT), 1974, 381 p.
- L'Idéologie du glaive. Préhistoire de la chevalerie, Genève, (éd. Droz), 1983, 205 p. (préface de Georges Duby)
- L'Essor de la chevalerie, XIe et XIIe siècles, Genève, (éd. Droz), 1986, 416 p. (préface de Léopold Génicot)
- La Première Croisade. L'occident chrétien contre l'Islam, Bruxelles, (éd. Complexe), 1992, 290 p., (2e ed. 1997, 3e éd. 2001)  (ISBN 2-87027-436-X)
- La Chevalerie en France au Moyen Âge, Paris, PUF, coll. « Que sais-je ? », n° 972, 1995, 128 p. Traduit en polonais (1999) et en japonais (2000).
- Chevaliers et chevalerie au Moyen Âge, Paris, Hachette, coll. « La Vie quotidienne », 1998, 307 p. (2e édition : 2004)  (ISBN 2-7028-1905-2) Traduit en italien (1999), en espagnol (2001), en polonais (2003), en russe (2006), en tchèque (2008).
- La Chevalerie, Paris, (éd. Gisserot), 1998, 128 p.  (ISBN 2-87747-345-7) Traduit en espagnol (2001), en italien (2002), en portugais (2005).
- Croisade et chevalerie, Louvain, (éd. De Boeck-Wesmael), 1998, 433 p.  (ISBN 2-8041-2792-3)
- Brève histoire de la chevalerie, Gavaudan, (éd. Fragile), 1999 Traduit en anglais (1999).
- Pierre l'Ermite et la première croisade, Paris, (éd. Fayard), 1999, 647 p. ; prix Histoire et sociologie de l'an 2000 de l'Académie française  (ISBN 2-213-60355-3)Traduit en espagnol (2006).
- Richard Cœur de lion, le roi-chevalier, Paris, (éd. Payot), 1999, 597 p.  (ISBN 2-228-89272-6) Traduit en italien (2002 et 2006), en espagnol (2002), en anglais (2004).
- La Guerre sainte. La formation de l'idée de croisade dans l'Occident chrétien, Paris, (éd. Aubier-Flammarion), 2001, 406 p.  (ISBN 2-7028-4475-8) Traduit en italien (2003), en espagnol (2003).
- Les Croisades, Paris, (éd. Gisserot), 2001, 124 p.  (ISBN 2-87747-542-5) Traduit en italien (2003).
- Philippe Auguste, la naissance de l'État monarchique, Paris, (éd. Tallandier), 2002, 159 p. (2e édition en 2007)
- Guerre sainte, jihad, croisade. Violence et religion dans le christianisme et l'islam, Paris, 2002 (éd. du Seuil, coll. « Points histoire ») n° H 309, 333 p.  (ISBN 2-02-051632-2) Traduit en espagnol (2004), en roumain (2003), en arabe (2004).
- Aliénor d’Aquitaine. La reine insoumise, Paris, (éd. Payot), 2004, 544 p.  (ISBN 2-7028-9418-6) Traduit en espagnol (2005), en anglais (2007).
- L'Islam et la fin des Temps. L'interprétation prophétique des invasions musulmanes dans la chrétienté médiévale, Paris, (éd. du Seuil), 2007, 444 p.  (ISBN 978-2-286-02979-1)
- Bohémond d'Antioche, chevalier d'aventure, Paris, (éd. Payot), 2007
- La Croix, la tiare et l'épée, Paris (éd. Payot), 2007
- La Fin du monde au Moyen Âge, Paris, (éd. J-P Gisserot), 2008, 128 p.
- Les Croisades, Paris (éd. Le Cavalier bleu), 2009, coll. « Idées reçues »
- Chroniqueurs et propagandistes. Introduction critique aux sources de la Première Croisade, Genève (éd. Droz), 2010
- Prêcher la croisade. Communication et propagande, XIe – XIIIe siècles, Paris (éd. Perrin), 2012.